# بازی یک‌نفره صحرا
بازی یک‌نفره صحرا (انگلیسی: Desert Solitaire) اثری خودزندگی‌نامه از نویسنده آمریکایی ادوارد ابی است که در ابتدا در سال ۱۹۶۸ منتشر شد.